# Ruangrupa
ruangrupa ist eine indonesische Künstlergruppe aus Jakarta, die im Jahr 2000 gegründet wurde. Nachdem künstlerische Ideen zunächst noch im Selbstverständnis einer Non-Profit-Organisation gefördert und entwickelt werden sollten, wird die Gruppe heute unter anderem von der Ford Foundation und weiteren Stiftungen finanziert. Das Wort ruangrupa kommt aus dem Indonesischen und bedeutet etwa Raum der Kunst bzw. Raum-Form. Als Direktor Ruangrupas fungiert mit Ade Darmawan das letzte Gründungsmitglied der Gruppe.

## Organisation
Die Kerngruppe besteht aus etwa zehn gleichberechtigten Künstlern, die zahlreiche Projekte wie ARTLAB, die RURU Gallery, das Online-Journal Karbon, RURUradio sowie Kunstfestivals wie Jakarta 32°C und OK. Video betreiben. Ruangrupa ist außerdem Mitglied des Arts Collaboratory, einem Förderprogramm der niederländischen DOEN-Stiftung für Organisationen, die im Bereich Bildende Kunst und soziale Innovation in Afrika, Asien und Lateinamerika tätig sind. Weitere Mitglieder neben Darmawan sind Reza Afisina, Indra Ameng, Farid Rakun, Daniella Fitria Praptono, Iswanto Hartono, Ajeng Nurul Aini, Julia Sarisetiati und Mirwan Andan.

## Aktivitäten
Das Kollektiv beteiligte sich an verschiedenen Ausstellungen wie der Gwangju Biennale (2002, 2018), der Istanbul Biennale (2005), der Asia Pacific Triennial of Contemporary Art der Queensland Art Gallery in Brisbane (2012), der Singapore Biennale (2011) und der Biennale von São Paulo (2014). Die Sonsbeek, eine Ausstellung für zeitgenössische Kunst in Arnheim wurde 2016 von ruangrupa kuratiert.

## Künstlerische Leitung der documenta
Im Februar 2019 wurde das Kollektiv als künstlerische Leitung der documenta fifteen in Kassel im Jahr 2022 bekannt gegeben.
Die achtköpfige Findungskommission begründete die einstimmige Wahl: „Wir ernennen ruangrupa, weil sie nachweislich in der Lage sind, vielfältige Zielgruppen – auch solche, die über ein reines Kunstpublikum hinausgehen – anzusprechen und lokales Engagement und Beteiligung herauszufordern. Ihr kuratorischer Ansatz fußt auf ein internationales Netzwerk von lokalen Community-basierten Kunstorganisationen. Wir sind gespannt, wie ruangrupa ein konkretes Projekt für und aus Kassel heraus entwickeln wird. In einer Zeit, in der innovative Kraft insbesondere von unabhängigen, gemeinschaftlich agierenden Organisationen ausgeht, erscheint es folgerichtig, diesem kollektiven Ansatz mit der documenta eine Plattform zu bieten.“

## Antisemitismusvorwürfe
Seit Eröffnung der documenta fifteen wird dem Kollektiv in Deutschland Antisemitismus, ein laxer Umgang mit Antisemitismus und ein propagandistisches Kunstverständnis vorgeworfen. So hatte die documenta fifteen ein Kunstwerk mit offenkundig antisemitischen Bildelementen gezeigt. Der Zentralrat der Juden in Deutschland drückte sein Bedauern über den Antisemitismus der Künstler wie die mangelnde Verantwortung der Ausstellungsmacher aus.
Nach dem Terrorangriff der Hamas auf Israel 2023 distanzierte sich der Documenta-Geschäftsführer Andreas Hoffmann von Reza Afisina und Iswanto Hartono, da sie ein Instagram-Video geliked hatten, in dem Berliner den Terror der Hamas gegen Israel bejubeln. Dass zwei Mitglieder des Kuratorenkollektivs ein Video geliked haben, das an ebendiesem Tag unter der Headline „Berlin up for Palestine“ „viva Palästina“ sowie „Palestine will be free“ skandierende Menschen zeigt, sei unerträglich und inakzeptabel.